# Federico Gorio
(Federico Gorio)
Federico Gorio (Milano, 20 luglio 1915 – Roma, 10 gennaio 2007) è stato un ingegnere, urbanista e docente universitario italiano.
Ha operato nella seconda metà del Novecento, rappresentando una figura di primo piano nella cultura architettonica e urbanistica italiana, in costante relazione con alcuni principali esponenti del suo tempo: da Ludovico Quaroni a Mario Ridolfi, da Michele Valori a Mario Fiorentino.

## Biografia
Si laurea a Roma in Ingegneria civile, sezione edile, nel 1938. Alla formazione rigorosamente scientifica del biennio di ingegneria fanno seguito le esperienze tecnico-applicative dei primi corsi del triennio, sulle quali si sovrappone l'insegnamento storico-critico dell'architettura che gli apre la strada alla riflessione critica e alla ricerca formale. Sempre più appassionato di architettura, Gorio si iscrive nel 1938 all'anno accademico integrativo del Corso di studi per il conseguimento della laurea in Architettura, superando sette esami su nove: decorazione, architettura d'interni, arredamento e decorazione, plastica ornamentale, urbanistica, caratteri stilistici e costruttivi dei monumenti, storia dell'arte e stili dell'architettura. Ma è costretto ad abbandonare gli studi a causa dello scoppio del secondo conflitto mondiale e la conseguente partenza per il fronte italiano in Africa. 
Nel dicembre del 1940, caduto prigioniero degli inglesi a Uadi Maktila (Libia), viene trasferito in un campo di concentramento in India, nella regione del Bihar; ma a causa delle malsane condizioni ambientali, gli inglesi decidono di trasferire tutti i prigionieri di quel campo in una regione più a Nord, ai piedi dell'Himalaya, in una località denominata Yol. Nonostante la dolorosa esperienza della prigionia, che non ha mai piegato il suo attivismo intellettuale e creativo, continua a svolgere attività di ricerca e didattica.
Viene rimpatriato in Italia solamente nel 1946 ed è nel primissimo dopoguerra che l'esperienza di Gorio manifesta il suo intenso impegno sociale e civile che lo portano ad approfondire tematiche incentrate sull'architettura e l'urbanistica per la collettività e sull'edilizia economica e popolare.
Gli anni '50 rappresentano il periodo in cui inizia la libera docenza in vari corsi quali Urbanistica esecutiva e architettura (1957-58), Composizione Urbanistica (1958-59), Elementi di Composizione Urbanistica (1959-60), Composizione Urbanistica (1960-61). Viene nominato Professore ordinario di Tecnica Urbanistica presso la Facoltà di Ingegneria dell'Aquila e nel 1973 ottiene il trasferimento presso La Sapienza, nel corso di Urbanistica dei Trasporti dove insegnerà fino alla sopraggiunta età di pensionamento.
Dal 1975 viene nominato Direttore del Corso di specializzazione sulle Aree Metropolitane. Più generazioni di urbanisti si sono formate sotto la guida del suo insegnamento e hanno avuto modo di apprezzare la sua lezione, cogliendo il significato delle sue riflessioni teoriche sulla città, sull'urbanistica e sulla società civile intera, sul ruolo e sull'importanza della formazione della disciplina urbanistica.
Nel campo della ricerca edilizia, sviluppata in Italia all'inizio degli anni '60, significativa si rivela l'esperienza maturata da Federico Gorio nell'ambito del Centro Studi Gescal (il nuovo Ente per l'edilizia economica e popolare che aveva sostituito l'INA-Casa) che lui stesso diresse dal 1963 al 1965. In questa sede sviluppa, insieme ad altri colleghi, problematiche legate all'unificazione degli elementi di fabbrica e degli impianti, alla produzione industrializzata di alcune componenti edilizie, attraverso uno studio teorico portato avanti con l'obiettivo di adeguare la qualità alla quantità.
Nel febbraio 2002 per le sue qualità culturali e progettuali e per mettere in risalto l'attualità della sua lezione e della sua produzione scientifica, gli viene conferita dal Rettore dell'Università Mediterranea di Reggio Calabria, Prof. Alessandro Bianchi, in Architettura.
Nel gennaio 2006 è stata allestita, presso l'Accademia di San Luca, a cura del Dipartimento di Architettura e Urbanistica della Facoltà di Ingegneria della Sapienza di Roma, una mostra sul suo percorso progettuale dalla triplice valenza urbanistica, architettonica e tecnica, caratterizzato dalla continua ricerca tra tradizione e innovazione, tra intuito e ragionamento, tra universale e particolare, tra complessità e linearità.
Autore di numerose pubblicazioni scientifiche nelle quali si riscontra una continua attenzione ai rapporti tra architettura, urbanistica e scienze sociali, è stato Direttore della rivista Rassegna di Architettura e Urbanistica sin dall'anno 1977. È stato, inoltre, membro nazionale dell'Accademia di San Luca dal 1981.

## Concorsi, progetti e realizzazioni
1935
Rilievo della Cappella Cybo in Santa Maria del Popolo a Roma.
1939
Progetto urbanistico ed architettonico per Pomezia;
Rilievo della Porta Taurina a Roma;
Piano per un centro di colonizzazione nella Nurra in Sardegna. Incarico dell'Ente di bonifica ferrarese.
1942–1943
Cappella ossario per i caduti in prigionia nel Bihar India.
1947
Scuola elementare e media a Pastena, Frosinone. Progetto e costruzione per incarico del Genio Civile di Frosinone; Preparazione ed allestimento del capitolo “Piani di ricostruzione” nella sezione italiana della “Exposition internazionale de l'Urbanisme et de l'habitation” a Parigi, Francia; Sistemazione dei servizi portuali nel cortile di Forte Michelangelo a Civitavecchia; Progetto per incarico del Provveditorato alle OO.PP. del Lazio; Proposta per una sistemazione turistica ed alberghiera sul Lago di Monticchio, Potenza.
1948
Rifacimento dell'albergo Roma a Potenza. Progetto per incarico privato; Albergo S.A.L. a Potenza. Progetto per incarico della S.p.A, S.A.L.; Concorso di primo e secondo grado sulla sistemazione della zona di Piaza Cavour a Como. Primo premio ex aequo
1949
Concorso INA-Casa. Unità residenziale di 250 vani ad Eboli. Progetto premiato e citato nei manuali di istruzione ai progettisti edili della Gestione Ina-Casa; Mostra della ricostruzione a Roma. Redazione ed allestimento sul contenuto dei Piani territoriali di coordinamento.
1950
Quartiere INA-Casa Tiburtino per 2500 vani, Via Tiburtina km 7, Roma. Lavoro di gruppo
1951
Quartiere INA-Casa, lotto A e lotto C di case di abitazione al Tiburtino per complessivi 494 vani, Via Tiburtina km 7, Roma. Progetto e costruzione per incarico dell'I.C.P. e dell'I.N.C.I.S..; Case di abitazione INA-Casa per 190 vani a Pietragalla, Lagonegro e Rionero in Volture.
Progetto e costruzione per incarico dell'Amministrazione Provinciale di Potenza; Indagine sui Sassi di Matera e sull'Agro Materano. Incarico dell'I. N.U.; Piano urbanistico di massima ed esecutivo del Borgo rurale “la Martella” a Matera per 200 alloggi. Lavoro di gruppo; Case di abitazione UNRRA-CASAS ed edifici pubblici per il villaggio rurale “La Martella” a Matera. Progetto e costruzione. Lavoro di gruppo; Case di abitazione INA-Casa a Sora, Frosinone. Progetto e costruzione per incarico dell'INA-Casa.
1951–1952
Case di abitazione INA-Casa a Ferentino, Frosinone. Progetto e costruzione per incarico dell'INA-Casa.
1952; Concorso per un quartiere popolare nella zona di S.Giovanni a Teduccio, Napoli; Indagine territoriale sulla Valle del Pescara per incarico del Provveditorato alle O.O.P.P. degli Abruzzi; Mostra di Venezia sulla Tecnica dei Piani Regionali. Compilazione e redazione della sezione introduttiva; indagine per la sezione del Lazio; indagine per la sezione dell'Abruzzo.
1953
Progetto di concorso per il quartiere F. I.E. (Fondo Incremento Edilizio) “San Giacinto” a Brescia di 1500 vani. Progetto vincitore, non realizzato; Progetto esecutivo di una corte nel quartiere F. I.E. “San Giacinto” a Brescia; Mostra a Roma sulla Tecnica dei Piani Regionali. Compilazione di quattro tavole introduttive su scala nazionale su Demografia, abitazione, proprietà fondiaria, traffico, (in gruppo).
1953–54
Scuola elementare a Siderno Marina, Reggio Calabria. Progetto e costruzione per incarico del Servizio Civile Internazionale
1954–57 
Casale Gomez detto “Casa del Maresciallo”. Progetto di rifacimento. Costruzione e direzione lavori
1954; Concorso Nazionale per il Borgo di “Torre Spagnola” a Matera. 1º premio assoluto, non realizzato; Concorso ad inviti per il progetto degli edifici sociali dell'industria C.Olivetti & C ad Ivrea. (Gorio-Quaroni); Studio territoriale della regione marsicana. Lavoro di gruppo
1955
Progetto per un gruppo di case d'abitazione in Viale XXI Aprile a Roma. (Gorio - Valori); Concorso INA-Casa 2° Settennio come Capogruppo. Gruppo ammesso nelle liste di progettisti INA-Casa; Progetto di due palazzine per cooperative nella zona Eur - Lavoro di gruppo; Schema di P.P. di una zona circostante il quartiere di Via Cavedone a Bologna per circa 30.0000 abitanti.
1955–1959
Progetto ed esecuzione del quartiere “Spine Bianche” a Matera
1955–1964
Progetto del quartiere INA-Casa ed Incis di Via Cavedone a Bologna
1956 Concorso per il quartiere “Piccianello” a Matera. 2º premio ex aequo; Concorso ad inviti sulla sistemazione urbanistica della Pineta di Donoratico, Livorno. 1º Premio ex aequo, non realizzato. (Gorio-Quaroni)
1956–1957
Quartiere di Via Cavedone. Progetto urbanistico di massima ed esecutivo
1956–1958 
Progetto di Via Cavedone. Progetto di sette corti di abitazione del quartiere per circa 1500 vani; Progetto e realizzazione di un'unità residenziale Pilota C.E.P. (Coordinamento Edilizia Popolare) a Salerno.; Quartiere C.E.P. a Monte Po, Catania; Piano intercomunale Ovest Ivrea.
1956–1960
Studi per il Piano Territoriale d'Abruzzo.
1957
Piani particolareggiati di Roio Poggio e della base della funivia del Gran Sasso di Assergi, L'Aquila.; Case di abitazione ad undici alloggi più negozi ad Ortona a Mare, Chieti; Concorso per il villaggio turistico di Soverato. Progetto 5º classificato; Progetto Spine Bianche a Matera.
1958
Nuclei edilizi per senzatetto a Vibo Valentia e San Gregorio d'Ippona a Cosenza; Villaggio turistico nella Sila a Trepidò, frazione di Cotronei, Catanzaro; Casa d'abitazione a Paola, Cosenza.
1958–1964
P.R.G. di Avezzano
1959
Albergo P. a Courmayeur; Quartiere di Via Cavedone. Progetto delle sistemazioni esterne del quartiere; Concorso nazionale per il quartiere C.E.P. alle Barene di San Giuliano a Venezia. Progetto prescelto per l'incarico; Concorso nazionale per la Biblioteca Nazionale a Roma. Progetto segnalato
1959–1960
Quartiere di Via Cavedone. Progetto degli edifici pubblici (chiesa parrocchiale, mercato, negozi, centro sociale, una scuola elementare, due scuole materne).
1960–1963 Palazzina per la Cooperativa Fiorenza Romana a Via Manassei, Roma
1960–1968
Due ville ed una scuderia a Manziana, Poggio della Torre (Roma)
1961
Gruppo residenziale B. a L'Aquila; Casa d'abitazione a 24 alloggi a Piazza Lincoln a Catania.
1962
Studio del Centro Storico di Roma, coordinamento per la Facoltà di Ingegneria. Incarico del Comune di Roma; Osservazioni al P.R.G. di Roma sulla zona dell'asse attrezzato per incarico dell'I.A.C.P. di Roma; Scuola elementare Pilota. Concorso Triennale di Milano. 1º premio assoluto; Osservazioni al P.R.G. di Roma sulla zonizzazione e sulla viabilità nell'area del Mandrione.
1962–1963
Progetto di una palazzina per abitazioni ed uffici in Via Monti 14 a Milano; Progetto dei servizi sociali e degli uffici per le Officine di Seveso a Barlassina, Milano
1962–1964
Scuola elementare Pilota a Milano. Progetto esecutivo
1963
Scuola media unificata a Seminara, progetto Pilota
1963–1964
Quartiere C.E.C.A. per gli operai dell'industria ITALSIDER di Piombino
1964–1967
Concorso per il quartiere I.S.E.S di Secondigliano, Napoli. 1º premio assoluto, non realizzato
1964
Quartiere di Via Cavedone. Progetto di massima dell'ampliamento del quartiere; Sistemazione urbanistica e progetto edilizio delle case di abitazione per circa 2500 vani; Concorso per l'Università di Chieti.
1965
Piano legge 167 e P.R.G. del Comune di Forlì; Concorso per gli edifici termali nel Comune di Rionero, frazione di Monticchio Bagni, Potenza. 1º premio, non realizzato
1966–1969
Scuola elementare Pilota: progetto realizzato, sullo schema del concorso per la Triennale di Milano del 1960 a Lorenteggio, in Via degli Anemoni, 8, che vinse il primo premio con menzione speciale della XII Triennale; Concorso per il quartiere I.A.C.P. - Ges.CaL. di Spinaceto a Roma.
1967
Concorso per le scuole del quartiere di Spinacelo a Roma P.D.Z. n.167.
1967–1968
Progetto per il quartiere I.S.E.S. di Ponticelli a Napoli; Lottizzazione a Santarcangelo di Romagna; Villino Mondini a Rocca di Papa, Roma
1970
Nucleo edilizio Ges.CaL. a Marino, Roma.
1972–73

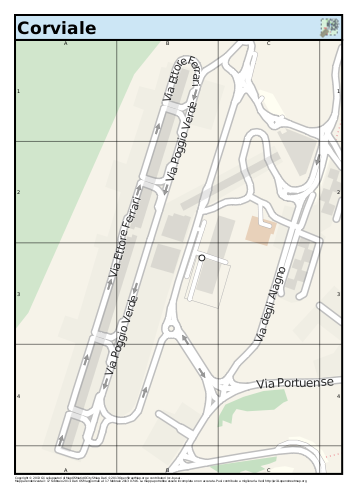
1Corviale, planimetria della zona

Piano di zona di Corviale. Progetto urbanistico- abitazioni-servizi (Gruppi Fiorentino, Gorio, Sterbini, Valori)
1972–1977
Edificio residenziale Cooperativa Plasma Civis in Via dell'Oceano Atlantico, Roma.
1972-1979
Case d'abitazione per una cooperativa edilizia, Piano di Zona Pineto, Roma.
1973
Concorso In/Arch-S. I.R. per nuove tipologie edilizie industrializzate; Centro turistico a Castelsardo, nucleo territoriale Cala Ortina, Sassari.
1973–1974
Concorsi In/Arch- S. I.R. sui sistemi di prefabbricazione.
1973–1975
P.R.G. di Pescara, prima versione.
1973–1978
Asili nido e scuole materne a Corviale, Roma.
1973–1981
Scuole elementari e media a Corviale, Roma.
1974
Ricostruzione di un angolo di un isolato su Piazza Vittorio, Roma.
1976–1978
Progetto I.A.C.P. per una casa-albergo al Laurentino, Roma; P.R.G. di Pescara, seconda versione, consulenza per la revisione della prima versione.
1977–1981
Piano di Zona Villamagna, Pescara.
1977–1984
P.R.G. Città Sant'Angelo, Pescara.
1977–1993
Banca d'Italia a Frascati, consulenza per l'adeguamento dei servizi tecnici compresa la preparazione del capitolato per concorso appalto, giudizio sui risultati, contatti con l'impresa vincitrice ed esecuzione.
1978-1979
Progetto di restauro del Liceo Foscarini a Venezia.–
Piano di Sviluppo Economico per la Comunità montana della Presila, Piccola Sila, Catanzaro. in collaborazione  con  Giuseppe  Anglani  Frega,  Giuseppe Orlando  e Giulio G. Rizzo.
1980–1985
Piano di Zona Torraccia, Roma.
1981
Concorso di idee sull'utilizzo delle aree di risulta della stazione e della ferrovia, Pescara.
1982
Concorso per licei Scientifici, Roma; Lavori di ristrutturazione casa piccola e manutenzione straordinaria dell'abitazione a Torno, Lago di Como; Tomba Gomez presso il cimitero di Atrani, Salerno.; Concorso Stigler Otis per un nuovo tipo di ascensore.
1983
Studio per un Centro di servizi ad Abuja, Nigeria; Studio centro militare con Team Engineering- Concorso ad inviti; Concorso 1ºe 2º grado per le fontane periferiche di Roma.
1983–1985
Concorso per l'impostazione del P.R.G. a Mogadiscio, bandito dal Ministero degli Esteri - Cooperazione Internazionale con Team Engineering ed Italeco.
1983–1993
Concorso per il recupero delle zone O, progetto qualificato ed incarico aree “Ponte di Nona”, Roma.
1985
Concorso per la sistemazione del teatro di Rimini.
1986–1987
Consulenza per il Centro direzionale di Novoli, Firenze; Concorso Campidoglio.
1987–1988
Proposta metaprogettuale per conto della S.c.p.a. Grandi Opere e F.S. per la realizzazione di un polo di interscambi multifunzionale tra la stazione Termini e la città.
1988–1990
Progettazione e realizzazione del cancello dell'abitazione di Torno, Lago di Como.
1988–93
Consulenza nuovi insediamenti Banca d'Italia Frascati.
1990–1993
Tomba di famiglia a Torno, Lago di Como.
Concorso Conakry.

## Principali suoi scritti
- Monografia Roma: Città e Territorio premio Della Rocca, Fondazione Della Rocca, Volume I, 1954.
- A proposito degli architetti Monti e Gandolfi, in “Casabella-continuità, n.217, 1957.
- Roma: Città e Territorio, in L.Piccinato, I problemi urbanistici di Roma, ed.Sperling & Kupfer, Milano, 1960.
- Indagine preliminare al Piano Territoriale di Coordinamento della Regione abruzzese, 4 volumi (in collaborazione), ed.Ministero L.L.P.P., 1960.
- Cooperazione e Urbanistica, in “Italia Cooperativa”, 16 dicembre, 1962.
- Contributo al Convegno sulla Scuola Media Unificata, in Atti del Convegno, Bologna, 1963.
- Osservazioni sul nuovo Piano Regolatore Generale di Roma del 1962 (in collaborazione), I. N.U., Roma, 1963.
- Memorie, in “Problemi di Edilizia e Urbanistica”, 1963.
- Monografie della Collana del Centro Studi Ges.CaL. diretta da Federico Gorio, 1963-64:
- Primo contributo alla ricerca sugli Standards Urbanistici, Collana del centro Studi Ges.CaL.
- Suggerimenti per l'articolazione del programma decennale in rapporto alle situazioni locali del mercato edilizio, a cura di G.C. Guarda, Collana del centro Studi Ges.CaL.
- Progetto di indagini sui costi edilizi nelle Regioni italiane, a cura del PRES, Collana del centro Studi Ges.CaL.
- Il problema degli interventi nei centri urbani di valore storico-ambientale, Collana del centro Studi Ges.CaL.
- Densità territoriale urbana: prime applicazioni di un metodo per la determinazione di valori limite. Collana del centro Studi Ges.CaL.
- Criteri per lo studio dei problemi relativi alla definizione e alla funzionalità dei comprensori intercomunali Ges.CaL., Collana del centro Studi Ges.CaL.
- Insegnamento come problema e problema come insegnamento, in “Atti del Convegno dei docenti di discipline architettoniche nelle Facoltà di Ingegneria”, Trieste, 1964.
- Lezioni nel corso sull'industrializzazione edilizia e la prefabbricazione, in “Industrializzazione Edilizia”, Cap.11, ed.Dedalo, Bari, 1964.
- Il Programma operativo di primo intervento del Centro Studi Ges.CaL., in “Atti del “Convegno Nazionale sull'edilizia residenziale”, ed. In/Arch, 1964.
- Architettura italiana 1963, in “Edilizia moderna”, n.82-83, 1964.
- Progettazione coordinata, in “Atti del Seminario- Facoltà di Architettura di Firenze”, 1965.
- Edilizia di Stato ed Urbanistica in Italia, in “Rassegna di Architettura ed Urbanistica”, n.1, 1965.
- Prospettive dell'edilizia: industrializzazione, prefabbricazione, progettazione integrale, normalizzazione, regolamentazione, esperienze italiane ed estere, problemi economici, in “Costruire”, n.28, 1965.
- Otto domande sull'industrializzazione dell'edilizia, in “Rassegna di Architettura ed Urbanistica”, n.3, 1965.
- Relazione sui problemi generali dell'industrializzazione edilizia, in “Atti del 2° Seminario Internazionale O.N.U., sull'I.E., Parigi, 1967.
- L'industrializzazione edilizia ed urbanistica, in “Ciclo di conferenze sui problemi dell'industrializzazione edilizia”, Cagliari, 1967.
- Il Mestiere di Architetto, ed. L'Ateneo Nuovi Saggi, Roma, 1968.
- “Progetto”, “Prefabbricazione”, “Ristrutturazione”, “Villaggio”, “Zonizzazione”, in “Dizionario Enciclopedico di Architettura e Urbanistica”, Istituto Editoriale Romano, Roma, 1969.
- Ricerca di un modello per la lettura e lo sviluppo della struttura urbana, (con E.Pifferi, G.Campus Venuti, F.Girardi, P.Montesi, G.Rebecchini), ed.Soc. GenImmobiliare, Roma, 1970.
- Urbanistica riflessioni critiche e ipotesi di lavoro, in “Quaderno n.21 dell'Istituto di Architettura e Urbanistica”, Cagliari, 1970.
- L'ufficio piani di sviluppo, in “Annuali dell'Università dell'Aquila”, 1972.
- Ristrutturazione. Studi di Ingegneria Civile, in “Annuali dell'Università dell'Aquila, 1972.
- Modelli descrittivi ed interpretativi della struttura urbana (con S.Stucchi), ricerca universitaria, Roma, 1972.
- L'Esquilino e la piazza Vittorio: una struttura urbana dell'Ottocento (con F.Girardi, G.Spagnesi) ed.Editalia, Roma, 1974.
- Roma lenta, quia aeterna, in “Capitolium”, n.4, 1974.
- Ecologia e urbanistica, Volume X collana Studi Urbanistici, Milano, 1978.
- Urbanistica: dall'empirismo verso la teoria, ed.Angeli, Milano, 1979.
- Pensieri elementari sull'urbanistica, in “Parametro”, n.186, 1991.
- Nuova monumentalità urbana-Relazione Generale- SAIE 1990
- “Il Testimone” estratto da:” Fanfani e la casa- Gli anni cinquanta e il modello italiano di welfare state- Il Piano Ina-Casa” Ed.Rubbettino, 2002.
- Per un'urbanistica alternativa, in “Intersezioni-Annali” del Dipartimento di Architettura ed Urbanistica, ed. Gangemi, 2004.